# The Place Has No Name
「The Place Has No Name」（ザ・プレイス・ハズ・ノー・ネーム）は、ストレイテナーの18枚目のシングル。2015年4月22日にユニバーサル ミュージックから発売された。

## 概要
- 前作シングル『冬の太陽/The World Record』から約7カ月ぶりのリリース。2015年にリーリースされた「エモーショナル3部作」の1作目。テレビ東京系ドラマ『不便な便利屋』のオープニングテーマとして、ドラマの舞台でもある北海道の情景をイメージして書き下ろされた。
- 2曲ともアルバム『COLD DISC』に収録。

## 収録曲

### CD
（全作詞・作曲：ホリエアツシ）
1. The Place Has No Name
テレビ東京系ドラマ『不便な便利屋』オープニングテーマ。
2. 覚星
3. The Place Has No Name -instrumental-
4. 覚星 -instrumental-

### DVD（初回限定版のみ）
"Swimming City Flying Circus TOUR -2014.11.28 at SHIBUYA CLUB QUATTRO-"
1. The Novemberist
2. 泳ぐ鳥
3. BLACK DYED
4. Super Magical Illusion
5. クラムボン・インザエアー
6. Wonderfornia
7. You and I
8. 彩雲
9. The World Record
10. 瞬きをしない猫